# Grom
För det militära specialförbandet, se GROM.
Grom är det andra studioalbumet av det polska black metal-bandet Behemoth. Det gavs ut 1996 av Solistitium Records. All musik och text är skriven av Nergal utom texten till "Dragon's Lair (Cosmic Flames and Four Barbaric Seasons)" som är skriven av Adam "Baal Ravenlock" Muraszko.

## Låtlista
1. "Intro" – 1:36
2. "The Dark Forest (Cast Me Your Spell)" – 7:06
3. "Spellcraft and Heathendom" – 4:50
4. "Dragon's Lair (Cosmic Flames and Four Barbaric Seasons)" – 5:56
5. "Lasy Pomorza" – 6:26
6. "Rising Proudly Towards the Sky" – 6:53
7. "Thou Shalt Forever Win" – 6:37
8. "Grom" – 5:28

## Banduppsättning
- Adam "Nergal" Darski - sång, gitarr
- Adam "Baal" Muraszko - percussion
- Leszek "Les" Dziegielewski - bas

### Gästmusiker
- Piotr Weltrowski
- "Celina"